# Mecachiquico
Mecachiquico är en ort i Mexiko.   Den ligger i kommunen Tamazunchale och delstaten San Luis Potosí, i den sydöstra delen av landet, 200 km norr om huvudstaden Mexico City. Mecachiquico ligger 345 meter över havet och antalet invånare är 487.
Terrängen runt Mecachiquico är kuperad. Runt Mecachiquico är det ganska tätbefolkat, med 56 invånare per kvadratkilometer. Närmaste större samhälle är Tamazunchale, 7,2 km norr om Mecachiquico. I omgivningarna runt Mecachiquico växer huvudsakligen savannskog.